# Tipula rudis
Tipula rudis är en tvåvingeart som beskrevs av Alexander 1935. Tipula rudis ingår i släktet Tipula och familjen storharkrankar. Inga underarter finns listade i Catalogue of Life.